# 枚中栨

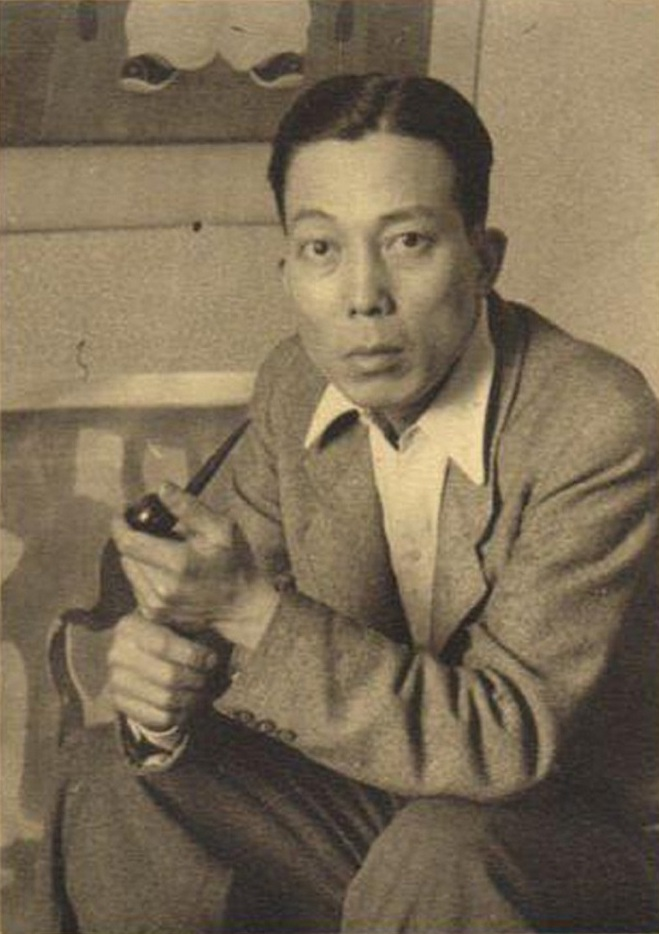
攝於1942年

枚中栨（越南语：／，1906年11月10日—1980年10月10日），笔名枚栨（Mai Thứ），越南裔法国画家。

## 家世
枚中栨是海防市安海县新进社（今属海防市安阳县新进社）人，1906年出生在建安省一个官僚家庭，祖父枚中桂是遵教知州、兼伦州知州，权署奠边知府。父亲枚中桔官至太子少保、东阁大学士、北宁总督，封文新男。

## 生平
1925年，枚中栨考入东洋美术高等学校，与阮潘正、黎文第、黎谱、阮高练等人成为同学。1930年毕业后，枚中栨来到顺化国学场当一名绘画老师。在顺化任教期间，他的绘画才能得到了充分展现，他的作品在欧美各地参加展览。1936年，他到法国参加展览，并决定定居巴黎。1974年，他应越南民主共和国政府邀请，回国访问。
1980年10月10日，枚中栨因心脏病去世，享年75岁。

## 延伸阅读
- Du fleuve Rouge au Mékong : visions du Viêt Nam : exposition, Paris, musée Cernuschi, du 20 septembre 2012 au 27 janvier 2013, Paris-Musées : Findakly : Musée Cernuschi, 2012 (117 pages, reproduction de 3 œuvres de Mai-Thu).